# Jacob Maasdijk
Jacob Arnold Maasdijk –conocido como Koos Maasdijk– (Róterdam, 19 de septiembre de 1968) es un deportista neerlandés que compitió en remo.
Participó en dos Juegos Olímpicos de Verano, obteniendo una medalla de oro en Atlanta 1996, en la prueba de ocho con timonel, y el quinto lugar en Barcelona 1992 (cuatro scull).
Ganó dos medallas en el Campeonato Mundial de Remo, en los años 1989 y 1991.

## Palmarés internacional
| Juegos Olímpicos   | Juegos Olímpicos         | Juegos Olímpicos  | Juegos Olímpicos |
| Año                | Lugar                    | Medalla           | Prueba           |
| ------------------ | ------------------------ | ----------------- | ---------------- |
| 1996               | Atlanta (Estados Unidos) | Medalla de oro    | Ocho con timonel |
| Campeonato Mundial |                          |                   |                  |
| Año                | Lugar                    | Medalla           | Prueba           |
| 1989               | Bled (Yugoslavia)        | Medalla de oro    | Cuatro scull     |
| 1991               | Viena (Austria)          | Medalla de bronce | Cuatro scull     |